# Abudefduf abdominalis
Abudefduf abdominalis is een  straalvinnige vissensoort uit de familie van rifbaarzen of koraaljuffertjes (Pomacentridae). De wetenschappelijke naam van de soort is voor het eerst geldig gepubliceerd in 1825 door Jean René Constant Quoy en Paul Gaimard.  De soort werd ontdekt in de Sandwicheilanden (=Hawaï) op de expeditie van de Franse korvetten l'Uranie en la Physicienne van 1817-1820.